# Andreas Pflugk
Andreas Pflugk (* 1480; † 1542), zur Unterscheidung von gleichen Namensträgern auch „zu Knauthain“ genannt, war ein aus dem meißnischen Uradelsgeschlecht der Pflugks stammender Berater Herzog Georgs von Sachsen sowie Amtmann und Rittergutsbesitzer.

## Leben

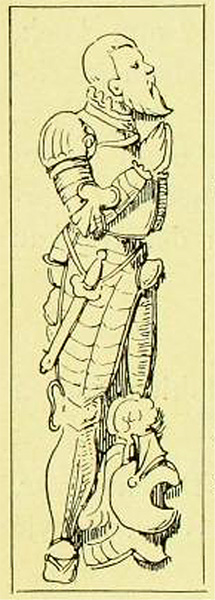
Gurlitts Zeichnung des Andreas-Pflugk-Reliefs

Andreas Pflugk war der jüngste Sohn des Nickel Pflugk (1410–1482) und seiner Frau Elisabeth, geborene von Schleinitz. Er übernahm das Gut Knauthain, den Stammsitz seines Vaters, und baute den Besitz weiter aus. Er besaß das Gut in Störmthal, kam über seine Frau auch in den Besitz des Gutes Sonnenwalde und über Pfandbesitz zeitweise auch zu Finsterwalde.
Er heiratete 1510 Elisabeth von Minckwitz. Sein damals schon hohes Ansehen beim Herzog kam in dessen Anwesenheit bei der Hochzeit zum Ausdruck. Das Ehepaar hatte vier Söhne und vier Töchter. Obwohl alle vier Söhne heirateten, hat der daraus resultierende Zweig der Pflugks kaum das 16. Jahrhundert überlebt.
Bis zur Zerstörung im Zweiten Weltkrieg enthielt die Kirche in Knauthain ein Denkmal der Familie Pflugk, in dem auch Andreas Pflugk im Relief dargestellt war. Der Kunsthistoriker Cornelius Gurlitt fertigte eine Zeichnung an.

## Politisches Wirken
Die politische Karriere des Andreas Pflugk begann 1515, als er Amtmann von Dornburg wurde, das bei der Leipziger Teilung an die Albertiner gefallen war. Die gleiche Funktion übernahm er von 1524 bis 1530 in Leipzig. Hier trat er auch als Richter am Oberhofgericht in Erscheinung.
Als Rat im albertinischen Sachsen übernahm er auch zahlreiche zentrale Aufgaben. So oblag ihm die Kontrolle der noch gemeinsam mit den Ernestinern genutzten Regalien und die der Zehntrechnung. Er vertrat Herzog Georg den Bärtigen bei zahlreichen Verhandlungen. Da Andreas Pflugk auch beim ernestinischen Kurfürsten Johann dem Beständigen in hohem Ansehen stand, konnte er auch vermittelnd zwischen den beiden Landesherren wirken, so 1531 bei religiösen Auseinandersetzungen. 1533 nahm er an Verhandlungen zur Auslegung des Grimmaer Machtspruchs von 1531 teil, der sich auf die gemeinsame Nutzung des Münz- und des Bergrechts bezog.